# Mexia Supermarket
Mexia Supermarket fue una tienda de alimentos en Fort Worth, Texas, Estados Unidos, que estuvo activa a finales de los años 1990. La tienda fue abandonada entre julio y agosto de 1999, y los propietarios se declararon en bancarrota el 28 o 29 de septiembre de ese año.
Se cortó el suministro eléctrico al edificio y la comida almacenada en su interior fue dejada allí que se pudriera, lo que llevó a una operación de limpieza peligrosa y costosa.

## Antecedentes
Mexia Supermarket fue establecido por Advance Investment Corp. después de obtener un préstamo de $975,000 a 15 años de Comerica Bank-Texas. El sitio elegido para la tienda fue 3900 Hemphill St., un edificio de 36,000 pies cuadrados que anteriormente había sido operado como Danals Food Store, una empresa con sede en Dallas, Texas.
La tienda abrió en algún momento entre 1997 y el 5 de octubre de 1998, ya que esta última fecha fue su primera fecha imponible para el impuesto sobre las ventas. Debido a la falta de rentabilidad y una deuda de aproximadamente 1,14 millones de dólares con varios acreedores, la tienda se cerró y los propietarios comenzaron a incumplir los pagos del préstamo ya en junio de 1999.
Las fuentes discrepan sobre la fecha del cierre. Associated Press declaró que la tienda había cerrado en julio de ese año,  mientras que el Fort Worth Star-Telegram local dijo que había cerrado a finales de agosto. Los vecinos habían llamado a la ciudad ya el 15 de septiembre de 1999 para informarles que la tienda había cerrado, y el departamento de salud canceló su permiso sanitario y la eliminó de su lista de establecimientos de alimentos activos.
Advance Investment Corp. se acogió al Capítulo 7 de la ley de bancarrotas el 28 o 29 de septiembre de ese año, con Steven Strange representando a la compañía como su abogado. Comerica Bank-Texas se convirtió entonces en el titular del gravamen del edificio. Strange fue citado por el Star-Telegram diciendo que una serie de errores de comunicación llevaron a que las condiciones de la tienda se convirtieran en un riesgo biológico.

## Abandono
Strange afirmó que había llamado a los abogados del banco para informarles de la quiebra, que la tienda había cerrado y que le habían entregado las llaves. El Star-Telegram lo citó diciendo que el banco o el administrador generalmente tomarían medidas para deshacerse de la propiedad dentro del edificio. En este caso, sin embargo, no lo hicieron. Dijo: «Realmente no puedo decirles lo que pasó. Al parecer, la compañía eléctrica cortó la electricidad el 18 de octubre y, obviamente, nadie había hecho nada al respecto en ese momento».
Otras fuentes cuestionan cuándo se cortó la electricidad. El director del Departamento de Gestión Ambiental de Fort Worth, Brian Boerner, fue citado por el Star-Telegram en un artículo publicado el 13 de noviembre diciendo: «Hace unos 60 a 90 días, el tipo accionó el interruptor eléctrico, cerró las puertas y se alejó».
Debido a la serie de fallas de comunicación, todos los productos que permanecían en la tienda al momento de su cierre comenzaron a pudrirse. La cantidad de comida podrida dentro de la tienda atrajo a múltiples especies diferentes de insectos, como moscas y cucarachas, y roedores como ratas. Si la situación se hubiera manejado como lo describió Strange, la comida podría haber ido a los bancos de alimentos de la ciudad, como el Metroplex Food Bank, que en ese momento «prácticamente estaba pidiendo donaciones», y el director temía que la organización no pudiera. Para servir a todas las «personas necesitadas que buscan ayuda».
El 20 de octubre, los residentes cercanos comenzaron a quejarse a la ciudad de un «olor nocivo». Un residente cercano declaró a The Dallas Morning News que «le dolía la cabeza con solo cruzar la calle cerca». Un ama de llaves de la cercana Universidad Cristiana de Texas le dijo al Star-Telegram que «es fuerte, especialmente cuando sopla el viento. Le dije a mi marido varias veces que algo olía fatal, algo olía a animales muertos. Entonces, un día caminé hacia allí y había moscas por todas partes. Fue asqueroso».
El 27 de octubre, la ciudad descubrió que esa propiedad estaba en quiebra y había sido entregada a un administrador de quiebras. Comerica Bank-Texas le dijo a la ciudad que habían contratado a un contratista para evaluar la tienda y comenzar a limpiar antes del 2 de noviembre. Cuando el contratista, A Plus Budget Movers, llegó a la tienda, quedó claro que la empresa no estaba cualificada para hacer frente a la situación. El 4 de noviembre, el banco le dijo a la ciudad que no era el propietario legal de la propiedad y que no era responsable de la limpieza. Más de una semana después, el Departamento de Salud de Fort Worth declaró la tienda como un peligro para la salud y la ciudad comenzó a prepararse para limpiarla.

## Limpieza
Luego, el Departamento de Salud se asoció con los departamentos de Gestión Ambiental y Cumplimiento de Códigos para limpiar la tienda. También contrataron contratistas de Garner Environmental para ayudar con la limpieza.
En declaraciones al Fort Worth Star-Telegram, Boerner dijo: «Tenemos moscas, ratas y otras cosas viviendo en él. No se trata tanto de los animales sino de las enfermedades potenciales que transmiten». Más tarde diría: «He estado en este negocio durante 14 años, esta es la primera vez que oigo hablar de esto. Piensas en lo que ha estado allí durante 90 días: frutas y hortalizas, lácteos, carnes. Es un poco difícil de comprender».
Durante el fin de semana del 13 al 14 de noviembre, se fumigó el edificio. Estaba previsto que la limpieza comenzara el 15 de noviembre; sin embargo, se pospuso hasta el día siguiente para recolectar muestras de aire del interior del edificio exigidas por el gobierno federal para analizarlas y garantizar la seguridad de los trabajadores. Esta precaución se tomó debido al volumen de químicos utilizados durante la fumigación para exterminar moscas, gusanos, ratas y cucarachas y para erradicar o reducir las enfermedades causadas por los alimentos en descomposición.
Las enfermedades que crecieron en la tienda incluyeron Escherichia coli, que el portavoz de la ciudad, Pat Svacina, dijo que era «abundante, activa y en crecimiento» cuando los trabajadores entraron por primera vez al edificio el 3 de noviembre. Ese día, un especialista en gestión ambiental también detectó «gases peligrosos y [un] bajo nivel de oxígeno en el interior de la tienda».
Como medida de seguridad adicional, los trabajadores debían usar trajes NBQ completos con sistemas de filtración de aire y ser descontaminados cada vez que salieran del edificio.
Los trabajadores utilizaron cargadores frontales y palas para recoger la comida podrida y cualquier material líquido resultante de la misma que había en la tienda, que luego trasladaban a grandes contenedores de basura sellados. Al limpiar la tienda, los trabajadores se sintieron aliviados al descubrir que la mayoría de los productos perecederos habían sido empaquetados en plástico o contenedores, lo que hizo que la limpieza fuera más fácil de lo esperado inicialmente.
Otra preocupación fue que cuando el dueño se fue, simplemente habían dejado los cortes de carne colgados en el congelador. Sin embargo, el 16 de noviembre se descubrió que ese no era el caso. Esto permitió a los trabajadores simplemente recoger con sus palas carne de res, salchichas, pollo, cerdo y otras carnes empaquetadas y colocarlas en bolsas de desechos peligrosos que luego serían arrojadas a la pala de un cargador frontal. El cargador frontal depositaría las bolsas y otros residuos en los contenedores de basura, que luego se llevarían a un vertedero local.
El 23 de noviembre, todos los productos alimenticios fueron retirados del edificio y el final de la operación de limpieza está previsto para el 26 de noviembre. A pesar de esto, la higienización del edificio no se completó hasta el 30 de noviembre.
El costo inicial de la limpieza se estimó en 10 000 dólares, pero aumentó rápidamente. Svacina declaró al Star-Telegram el 23 de noviembre que «La semana pasada, dijeron que los costos se acumulaban entre $5000 y $8000 por día. Será una cantidad sustancial de dinero, mucho más de $10 000. Se desconoce quién pagó la factura de la limpieza, como la fuente final la referencia del costo decía que «La ciudad sostiene que alguien pagará la limpieza, que se estima en decenas de miles de dólares, o la ciudad impondrá un gravamen sobre la propiedad».

## Secuelas
Diez vendedores retiraron de la tienda sus bienes recuperables, como máquinas de refrescos y cajas registradoras, alrededor del 23 de noviembre. Sin embargo, debido a las condiciones dentro de la tienda, ninguno de los alimentos se pudo recuperar, ni siquiera los productos enlatados. Svacina dijo sobre esto: «Esos productos enlatados estaban cubiertos de bacterias y esas cosas. Incluso si entramos allí y pasamos por el proceso de limpieza, no hay manera de que puedan desinfectarlos y garantizar que alguien no se enferme».
En la tarde del 9 de diciembre, se llevó a cabo una reunión entre miembros del personal de la ciudad y residentes sobre el Supermercado Mexia. Si bien la desinfección del edificio se completó el 30 de noviembre, los funcionarios dijeron durante la semana del 9 de diciembre que «persisten los malos olores».
El 26 de enero de 2010, la tienda apareció en un episodio de La Tierra sin humanos, una serie de televisión donde científicos, ingenieros mecánicos y otros expertos especulan sobre qué pasaría si los humanos desaparecieran repentinamente. El episodio, titulado «La Última Cena», se basó en lo que pasaría con el suministro de alimentos de la humanidad.
El negocio fue reemplazado por Terry's Mart y, durante 2016, por un establecimiento Family Dollar. Para 2022, la tienda se convertirá en un Dollar General y una tienda de repuestos para automóviles.